# Cribella nova
Cribella nova är en mossdjursart som beskrevs av Jullien och Calvet 1903. Cribella nova ingår i släktet Cribella och familjen Bitectiporidae. Inga underarter finns listade i Catalogue of Life.